# Вретенарки
Вретенарките (Zingel) са род актиноптери от семейство Костурови (Percidae).
Таксонът е описан за пръв път от Иполит Клоке през 1817 година.

## Видове
- Zingel asper
- Zingel balcanicus
- Zingel streber – Малка вретенарка
- Zingel zingel – Голяма вретенарка